# Ivanec
Ivanec ist eine Stadt in Kroatien. Sie befindet sich in der Gespanschaft Varaždin.

## Geografie
Die Stadt Ivanec befindet sich in gleichnamiger Gemeinde im Nordwesten Kroatiens, in der Gespanschaft Varaždin. Ivanec liegt im nordöstlichen Teil des Kroatischen Zagorje, im Tal des Flusses Bednja, am Fuß von Ivanščica, des höchsten Gebirges im nordwestlichen Kroatien, dessen höchster Gipfel 1061 m ü. M. liegt.

## Bevölkerung
Die Gemeinde zählt laut Volkszählung 2011 13.758 Einwohner, davon leben 5.234 in Ivanec. Der heutige Kreis Ivanec (općina Ivanec) besteht aus 29 Siedlungen: Bedenec, Cerje Tužno, Gačice, Gečkovec, Horvatsko, Ivanec, Ivanečka Željeznica, Ivanečki Vrhovec, Ivanečko naselje, Jerovec, Kaniža, Knapić, Lančić, Lovrečan, Lukavec, Margečan, Osečka, Pece, Prigorec, Punikve, Radovan, Ribić Brijeg, Salinovec, Seljanec, Stažnjevec, Škriljevec, Vitešinec, Vuglovec und Željeznica.

## Geschichte
Die Entstehung der Stadt Ivanec ist mit dem Orden des heiligen Johann von Jerusalem, Fratres hospitalis sancti Johannis Iherosolimitani, in Verbindung zu setzen, die in kroatischer Sprache als „ivanovci“ (Johanniter) bekannter sind (daher der Name Ivanec). Die ersten schriftlichen Belege ihrer Anwesenheit weisen auf das Jahr 1201 hin, als das „Dorf der ivanovci“ (villa hospitalariorum) erwähnt wurde. Ivanec wird zum ersten Mal in der Urkunde erwähnt, die Ivan Paližna jun. am 22. Juni 1396 in Bela ausstellte, und die in der Abschrift von Albert de Nagmihal, Prior von Vrana und Banus Kroatiens und Dalmatiens, aus dem Jahr 1421, ausgestellt in Pakrac, aufbewahrt wurde. Dieses Dokument bestätigt uns, dass Ivanec auch vor 600 Jahren im Rahmen des Besitzes Bela von Ivanovci war. Es wird angenommen, dass Ivanec seinen Namen nach der Kapelle „Sv. Ivan Krstitelj“ (Hl. Johannes der Täufer) erhielt, die Ivanovci am Ivanec-Gebiet errichteten, während sich ihr Sitz außerhalb der Stadt befand. Nachdem die Ivanovci Kroatien verließen, ging Ivanec im Jahr 1438 in die Hände von Matko Talovac über. Der ungarische König Matthias Corvinus verkaufte den Bela-Besitz um 5600 Dukaten an die ungarische Grafenfamilie Petheö de Gerse, die Mitte des 16. Jahrhunderts eine Burg errichteten. Die Grafen Erdödy, die Besitzer von Bela, Ivanec und Jurketinec, haben das Kastell ab dem Jahr 1740 umgebaut, und die Familie Kukuljević-Sakcinski hat der Burg das endgültige Aussehen verliehen. Die Familie Kukuljević überließ Ivanec an ihren Schwager Dr. Josip Šaban. Die Familie Šaban war auch der letzte Besitzer bis zur schweren Beschädigung des Schlosses im Zweiten Weltkrieg. Die Schlossruine wurde im Jahr 1959 niedergerissen.

## Wirtschaft
Seit der grauen Vorzeit befassten sich die Menschen in diesem Gebiet mit der Landwirtschaft. Die erste Industrieherstellung beginnt Anfang des 19. Jh.-s. im Rahmen der Schnupftabakfabrik. Damals war auch die Müllerei entwickelt, so dass von Mitte des 19. Jahrhunderts bis zu den 1970er-Jahren sogar 18 Mühlen am Bach Bistrica in Betrieb waren. Der Bergbau hinterließ wahrscheinlich die tiefsten Spuren an der hiesigen Wirtschaft. Man vermutet, dass seit dem Beginn des Bergbaus im Jahr 1883 bis zum Jahr 1945 annähernd 3,5 Mio. Tonnen Braunkohle gefördert wurden. Die Bergwerke wurden im Jahr 1975 geschlossen, als der Staat anfing, wesentliche Mittel in die Entwicklung der Industrie zu veranlagen. In den besten Zeiten waren 5500 Beschäftigte in Ivanec angestellt, aber heute ist diese Zahl auf 3000 geschrumpft. Heute sind die wichtigsten Träger der wirtschaftlichen Tätigkeit die Schuhfabrik (Tvornica obuće „Ivančica“ d.d.), die Fleischindustrie (Industrija mesa Ivanec „IMI“) – der größte Rindfleischexporteur in Kroatien, und „ITAS“ – Abkürzung für die Fabrik der Werkzeugmaschinen Ivanec („Ivanečka Tvornica Alatnih Strojeva“).

## Kultur
Die umliegenden Ortschaften gravitieren Ivanec als größeren städtischen, administrativen und edukativen Mittelpunkt (die Mittelschule Ivanec). Ivanec ist auch für seine Kulturtätigkeit bekannt, wo vor allem die Kultur-Kunst-Gesellschaft „KUD Rudolf Rajter“ hervorzuheben ist. Das touristische Angebot basiert vorwiegend auf Bergbesteigungen im Gebirge Ivanščica.

## Sport
Ivanec ist eine Kleinstadt mit Interesse für Sport. Es gibt hier Vereine in allen Bereichen (Fußball, Handball, Basketball, Leichtathletik, Sportfischen uvm.).
- Am bekanntesten sind die Handballer des Zweitligisten RK Ekol Ivančica. Seit der Saison 2005/2006 spielt der Verein in der zweiten Liga, bis zur letzten Saison war er noch erstklassig. Interessant bei diesem Verein ist, dass er bei seinem ersten Aufstieg in die Eliteliga noch ein Amateurverein war. Die Spieler waren ganz normale Arbeiter, Bäcker, Metzger, Busfahrer. Aber die Qualität und der Wille schafften das Unglaubliche, den Aufstieg. 2–3 Jahre war es die einzige Amateurmannschaft in der ersten Liga, bis sie professionalisiert wurde. Die Heimspiele werden in der Turnhalle der Grundschule Ivanec ausgetragen, die immer ausverkauft ist. Der Verein hat eine sehr gute Handballjugend, die sich mehrere Male den Meistertitel in Kroatien sicherte. Auch machte sie auf europäischer Ebene immer wieder auf sich aufmerksam.
- Neben dem Handball sind auch die Fußballer nicht minder erfolgreich. Für eine Kleinstadt wie Ivanec ist die erste Liga wohl eher ein Traum, jedoch hat man schon in der 2. Liga gespielt und ist aktuell in der 3. Liga, jedoch auf dem letzten Platz (Stand Febr. 2006).